# Rhagodes aureus
Rhagodes aureus är en spindeldjursart som först beskrevs av Pocock 1889.  Rhagodes aureus ingår i släktet Rhagodes och familjen Rhagodidae. Inga underarter finns listade i Catalogue of Life.